# Claus de Werve
Claus de Werve (Haarlem, 1380 circa – Digione, 1439) è stato uno scultore olandese.

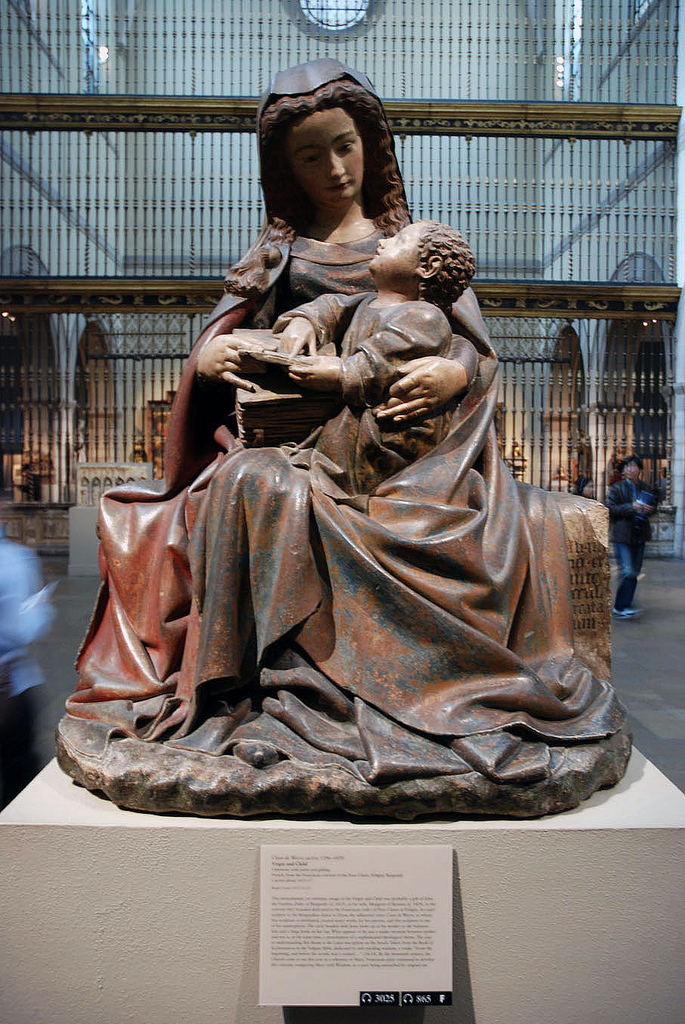
Vergine con bambino di Poligny

Nominato in alcune fonti come Claux, era nipote di Claus Sluter e ne divenne assistente alla corte dei Duchi di Borgogna a Digione nel 1396.  Dopo la morte dello zio, nel 1406, ne prese il posto come scultore capo, curando il completamento dei pleurants della tomba di Filippo l'Ardito e distinguendosi, fra l'altro, per la Vergine con bambino di Poligny (oggi esposta a New York).